# Howie Day
Howie Day, född 15 januari 1981 i Bangor, Maine, är en amerikansk singer/songwriter. Han började turnera i slutet av 90-talet, och år 2000 släppte han sitt första album, Australia, som han både finansierat och producerat själv. 2002 skrev han på kontrakt med Epic Records och har sedan dess släppt sitt debutalbum ytterligare en gång, och även släppt en uppföljare; Stop All The World Now. Han är även gjort ett antal singlar, av vilka Collide är den som fått mest uppmärksamhet.

## Diskografi

### Album
- Australia, 2000, Daze Records
- Australia, 2002, Epic Records
- Stop All The World Now, 2003, Epic Records
- Stop All The World Now (Special Edition), 2004, Epic Records

### Singlar
- Perfect Time Of Day, Hösten 2003
- She Says, Vintern 2004
- Collide, Våren 2004
- She Says 2005, Hösten 2005
- Balance, Vintern 2007
- Be There, Våren 2009